# Doetinchem
Doetinchem (  ) (spodnjesaško: tako Deutekem kot Durkum ali Dörkum ), včasih izgovorjeno in včasih zapisano tudi Deutekom, je mesto na Starem IJsselu, ki leži v Achterhoeku v nizozemski provinci Gelderland, in glavno mesto občine Doetinchem.

## Zgodovina
Najstarejša omemba mesta Doetinchem je iz leta 838 kot vila Duetinghem, majhno naselje ali posestvo s cerkvijo. V obdobju po letu 838 je nastalo skromno trško naselje Deutinkem s cerkvijo, ki jo je takratni utrechtski škof dobil v dar. Druge različice imen, ki so se sčasoma uporabljale, so bile Duttichem, Duichingen, Dotekom in Deutekom. Ime je značilno za karolinško obdobje in izhaja iz osebnega imena Doete + priponi 'inga' (ljudstvo) in 'heem' (kraj bivanja): kraj bivanja ljudstva Doete.
Okoli leta 1200 je Doetinchem začel rasti in zgrajen je bil zid z jarkom. Leta 1230 je kraj dobil tržne pravice.   Mestne pravice pa je Doetinchemu  kmalu zatem leta 1236 podelil geldersko-zutphenski grofa Oton II. Podelitev mestnih pravic je bil del grofove politike gospodarskega spodbujanja obzidanih trgov na mejah grofovskega ozemlja. Mestne pravice v grofiji Zutphen sta dobila tudi Lochem (1233) in Doesburg (1237) po vzoru glavnega mesta Zutphen, ki je dobilo mestne pravice v letih 1194/95. Obzidje Doetinchem je v trinajstem stoletju dobilo štiri velika opečnata mestna vrata: Hamburgerpoort, Waterpoort, Gruitpoort (imenovan tudi Grutpoort) in Hezenpoort. Sprednja vrata so bila izdelana okoli leta 1400. Zidano mestno obzidje je v 14. stoletju zamenjalo staro zemljano obzidje. Doetinchem je postal pomemben trgovski kraj za kmete, ki so prihajali prodajat svoje blago na trg. Ta trg je potekal na Simonspleinu in je obstajal do druge svetovne vojne. Doetinchem je bil eno od petih volilnih mest v državah četrti Zutphen. Velik mestni požar leta 1527 je uničil skoraj vse zapise o Doetinchemu. Posledično ni veliko znanega o Doetinchemu iz srednjega veka. Iz arheoloških in gradbenozgodovinskih raziskav je znano, da so lesene hiše (lesena skeletna konstrukcija) dolgo časa stale na kamnitih temeljih, zaradi česar je bilo mesto dolgo časa požarno nevarno.
Med osemdesetletno vojno je bil Doetinchem že leta 1572 priključen Stanovom republike, vendar so Španci leta 1598 mesto zavzeli. Leta 1599 so mesto ponovno zavzele nizozemske sile, nakar je tudi ostalo v rokah nizozemskih čet. Doetinchem ni postal utrjeno mesto, kot so Bredevoort, Doesburg in Zutphen. Mesto je ležalo znotraj srednjeveškega obzidja do konca devetnajstega stoletja.
Leta 1672, v letu katastrofe, so mesto zavzele francoske čete pod Ludvikom XIV. Francozi so dali porušiti mestno obzidje. V drugi polovici 19. stoletja so bila mestna vrata porušena in velik del mestnega obzidja je bil razstavljen. Delno so ohranjeni temelji mestnega obzidja iz 14. stoletja. Ob vznožju so bili široki približno meter in pol.  Doetinchem je ostal miren do prve svetovne vojne, ko je tam stražilo nekaj mejnih straž.

### V drugi svetovni vojni
Doetinchem dobro prestal drugo svetovno vojno z Zimo lakote. V vojnih letih je bila tam nameščena manjša nemška okupacijska sila. Ob koncu vojne je bilo več ujetnikov usmrčenih kot povračilni ukrep za akcije odpora, storjene v bližini vasi Veluwe pri Puttenu, ko so člani odporniškega gibanja ustrelili pomembnega nemškega častnika. Stavba Bouchina je bila uporabljena tudi za namestitev devetih nizozemskih Judov, ki so uživali posebno zaščito NSB.
Tik pred osvoboditvijo so zavezniška letala 19., 21. in 23. marca bombardirala zgodovinsko središče mesta. Uničenih je bilo 120 zgradb, 143 ljudi je bilo ubitih in na stotine ranjenih. Prvo bombardiranje je imelo strateške cilje (tovarno letalskih delov in komunikacijsko postajo), ki jih je določil odpor. Zavezniško bombardiranje je imelo namen  Nemcem preprečiti izvedbo okrepitev, da bi zagotovili zavezniški prehod. Središče mesta je bilo močno poškodovano, vendar ne uničeno. Nemci niso bili pregnani, ampak so se zasidrali med ruševinami. 2. aprila je bilo mesto po hudih bojih med Nemci in Kanadčani osvobojeno.

### Po drugi svetovni vojni
V naslednjih desetletjih je sledila obnova in Doetinchem je še naprej rasel in postal celo večji od svojih 'konkurentov' Doesburga, Winterswijka in 'prestolnice' Zutphen. Philips in Vredestein sta imela nekaj let tovarno v mestu. V začetku 21. stoletja se gradijo tudi nova okrožja, kot so Dichteren (to okrožje ima enako ime kot zaselek ob njem), okrožje Wijnbergen, Heelweg, Iseldoks in Vijverberg-Zuid.

## Promet in transport
Doetinchem se nahaja na avtocesti A18.
Središče Doetinchema ima 3 parkirne hiše in veliko plačljivo parkirišče (ki se nahaja nekoliko izven centra), imenovano De Varkensweide. Od 1. julija 2006 je celotno območje okoli centra postalo plačljivo parkirišče. 

### Javni prevoz
- Geldersche Tramweg-Maatschappij (GTM), lociran v Doetinchemu, je bil ustanovljen 2. marca 1881 in je odprl svojo prvo tramvajsko progo Doetinchem - Dieren 27. junija 1881. Ta proga je bila razširjena na obe strani, tako da je leta 1903 obstajala proga Velp - Dieren - Doetinchem - Terborg - Gendringen - Isselburg - Anholt. Doetinchem je bil povezan z zunanjim svetom s parnim tramvajem. Tramvajska postaja in vzdrževalna delavnica sta bili zgrajeni tik izven starega mesta, pred porušenim Gruitpoortom (znanim tudi kot Grutpoort). Tramvajska proga Zutphen – Emmerik je bila odprta leta 1907. Zadnji tramvaj je vozil 31. avgusta 1957. Zgodovina javnega prevoza v Gelderlandu je predstavljena v muzeju javnega prevoza in igrač na Stationsstraat 50 v Doetinchemu. Od leta 1999 do 2013 je imelo javno prevozniško podjetje Syntus pisarno v Doetinchemu.
- Regionalni promet : Regionalni promet od konca leta 2010 izvaja podjetje Arriva in pokriva velike dele mesta.
- Vlak: Vlake zagotavljata Arriva in Breng. Postaja Doetinchem se nahaja južno od središča Doetinchema. Obstaja tudi druga postaja, Doetinchem De Huet Station v istoimenskem okrožju De Huet.

## Spomeniki

### Zgodovinske stavbe
V Doetinchemu je več zgodovinskih zgradb. Iz srednjega veka so grad Slangenburg, cerkev sv. Katarine in grad De Kelder; druge zgradbe je uničil veliki mestni požar leta 1527. Iz 16. stoletja sta ostali dve stavbi: hiša na Hamburgerstraat in stavba na Waterstraat, vse stavbe iz 17. stoletja pa so bile uničene. Ohranjenih je nekaj stavb iz 18. in 19. stoletja, kot so mestni muzej Doetinchem, vila Ruimzicht in vila Bouchina. Celotno središče mesta, razen dveh fasad, je bilo uničeno med tremi zavezniškimi zračnimi bombardiranji marca 1945. Cerkev sv. Katarine so po vojni obnovili. Benninkmolen, mlin iz leta 1921, se nahaja na Varsseveldseweg, Walmolen, mlin iz leta 1851, pa na IJsselkade.
Glej tudi:
- Seznam nacionalnih spomenikov v Doetinchemu
- Seznam občinskih spomenikov v Doetinchemu
- Seznam vojnih spomenikov v Doetinchemu

### Galerija
- Doetinchem, grad Slangenburg
- Doetinchem, Cerkev svete Katarine
- Doetinchem, Bennink mlin na veter
- Stari zapor v središču mesta
- Vila Ruimzicht

## Javni objekti
Zaradi podeželskega značaja Achterhoeka je Doetinchem zrasel v središče te regije. Številni prebivalci Achterhoeka uporabljajo objekte, ki jih ponuja Doetinchem, kot so trgovine, restavracije, šole, avtobusna in železniška postaja ter bolnišnica Slingeland. 

### Vera
Doetinchem ima znotraj svojih meja več protestantskih in katoliških cerkvenih stavb in mošejo, ki je bila odprta leta 2012:
- Cerkev sv. Katarine (protestantska cerkev na Nizozemskem)
- Kapela Božjega oznanenja (protestantska cerkev na Nizozemskem)
- Cerkev dobrega pastirja (krščanske reformirane cerkve)
- Cerkev Svetega Duha (nizozemske reformirane cerkve)
- Hofkerk (Reformirana zveza znotraj protestantske cerkve na Nizozemskem)
- Cerkev Kruisberg (reformirane kongregacije)
- Paskerk ali Cerkev Marije Vnebovzete (rimokatoliška cerkev)
- Oznanjajte evangelija (binkoštna cerkev, državni spomenik)
- De Wingerd (Protestantska cerkev na Nizozemskem)

V preteklosti je bila v Doetinchemu ob Waterstraatu sinagoga. Uničeno je bilo v bombardiranju med drugo svetovno vojno. V Doetinchemu je še vedno judovsko pokopališče.

## Gospodarstvo
Glavni delodajalci v industriji so Papierfabriek and Partner in Petfood (PPF). Poleg tega so bolnišnica Slingeland in davčni organi dobri za lokalno zaposlovanje. Nedavno je prišlo do nastanitve manjših podjetij v stavbah nekdanjega zapora Kruisberg.  Mesto je bilo včasih dom podjetja Doetinchemse IJzergiertij NV, dobavitelja številnih stebrov iz litega železa v več nizozemskih mestih (vključno s Haagom).

## Kultura
Doetinchem ima naslednje kulturne objekte:
- Gledališče Schouwburg Amphion, ki ga je Združenje producentov svobodnega gledališča v letih 2012, 2016, 2017 in 2019 razglasilo za najboljše gledališče na Nizozemskem.
- Filmska hiša v Gruitpoortu, kjer se nahaja tudi mladinski center Doetinchem JC DTC, del Amphion Cultuurbedrijf.
- Projekt 'Long Live Art and Noabership', umetnost za in s starejšimi, ki prav tako spada pod Amphion Cultuurbedrijf.
- Glasbena šola, ki je tudi del Amphion Cultuurbedrijf.
- Mestni muzej (stalna zbirka, menjajoče se razstave in velika maketa mesta Doetinchem leta 1945)
- Likovna knjižnica, v Mestnem muzeju
- Ljudska univerza

## Nočno življenje
V mestu so kavarne, plesišča in restavracije, tudi okoli Katarinine cerkve, na trgu Simonsplein, na stari živinski tržnici. Grutstraat je že leta gostinska ulica, tam se nahaja mestna (pivska) pivovarna, ki služi tudi kot Grand Café.

### Prostitucija
Doetinchem ima okno za prostitucijo na Roerstraat, kjer je tudi veliko odpadnih mest za avtomobile. Od konca prostitucije v Spijkerkwartierju v Arnhemu januarja 2006 sta se tako ponudba kot stranke povečali. 